# Ricky Hatton
Richard John Hatton (Stockport, 6 oktober 1978) is een Brits voormalig bokser. Hij won meerdere wereldtitels in de gewichtsklasse lichtweltergewicht en één in het weltergewicht.

## Carrière
Hatton maakte in 1997 zijn profdebuut in het boksen en won vervolgens meerdere regionale titels. In 2005 bereikte hij het hoogtepunt van zijn carrière door de IBF- en Ring-titels te winnen van Kostya Tszyu. In hetzelfde jaar won hij de WBA (Super)-titel na het verslaan van Carlos Maussa, waardoor hij een verenigd wereldkampioen lichtweltergewicht werd. In 2006 maakte Hatton de overstap naar het weltergewicht en won ook in deze gewichtsklasse een wereldtitel na een overwinning op WBA-kampioen Luis Collazo.
Hatton maakte in 2007 een terugkeer naar de divisie lichtweltergewicht en won opnieuw de IBF-titel, alsook de IBO-titel. Hetzelfde jaar leed Hatton zijn eerste nederlaag in zijn carrière tegen Floyd Mayweather jr. in een gevecht om de WBC-titel. In 2009 verloor hij ook van Manny Pacquiao op knock-out in de tweede ronde. 
Hatton kondigde in 2011 het einde van zijn carrière aan, maar in 2012, meer dan drie jaar na zijn laatste gevecht, maakte hij een comeback tegen Vyacheslav Senchenko. Hij verloor dit gevecht, waarna hij definitief afscheid nam van de sport. 